# ダントン (映画)
『ダントン』（Danton）は、1983年に公開されたフランス・ポーランド合作の伝記映画。フランス革命の中心的人物であるジョルジュ・ダントンとマクシミリアン・ロベスピエールの対立と2人のその後の運命を描いた歴史映画である。原作はポーランドの作家スタニスワヴァ・プシビシェフスカの1929年の戯曲『ダントン事件』。第8回セザール賞において作品賞、監督賞、脚色賞、主演男優賞（ジェラール・ドパルデュー）、音響賞の5部門でノミネートされ、監督賞を受賞するなど、様々な賞を受賞している。

## ストーリー
1794年、ロベスピエールを中心とした公安委員会が押し進める恐怖政治を終わらせようとダントンがパリに戻って来る。
ダントンを粛清すべしという公安委員会の他のメンバーをロベスピエールは抑え、ダントンとの交渉を行う。しかし、ダントンは公安委員会を独裁的として敵対的な態度で交渉に臨む。交渉の余地なしと理解したロベスピエールは一気にダントン逮捕を行う。ダントン粛清を確実にするため、公安委員会の他のメンバーは裁判への関与を主張しロベスピエールはそれを拒むものの、最終的にそれを黙認してしまう。
ダントンがギロチン台に登る日、少年が人権宣言を枕元で暗誦する声を聞きながら、ロベスピエールは公安委員会の他のメンバーに引きずられ人権宣言の理念に反するやり方でダントンを粛清したことを悔やむのであった。

## キャスト
| 役名                           | 俳優                         | 日本語吹替 | 日本語吹替 |
| 役名                           | 俳優                         | TBS版      |            |
| ------------------------------ | ---------------------------- | ---------- | ---------- |
| ジョルジュ・ダントン           | ジェラール・ドパルデュー     | 石田太郎   |            |
| マクシミリアン・ロベスピエール | ヴォイチェフ・プショニャック | 仁内建之   |            |
| カミーユ・デムーラン           | パトリス・シェロー           |            |            |
| フーキエ・タンヴィル           | ロジェ・プランション         |            |            |
| ウェスターマン                 | ジャック・ヴィルレ           |            |            |
| リュシル・デムーラン           | アンゲラ・ヴィンクレル       |            |            |
| サン=ジュスト                  | ボグスワフ・リンダ           |            |            |
| ブルドン                       | アンジェイ・セヴェリン       |            |            |
| クートン                       | タデウシ・フク               |            |            |
| フィリポー                     | セルジュ・メルラン           |            |            |

## 日本語字幕
山崎剛太郎

## 評価
スタンリー・キューブリックは本作における時代考証の正確さや、ジェラール・ドパルデューの演技を高く評価した。

## 主な映画賞受賞
第37回英国アカデミー賞
外国語映画賞
第8回セザール賞
監督賞
第4回ロンドン映画批評家協会賞
監督賞
第6回モントリオール世界映画祭
最優秀男優賞（ジェラール・ドパルデュー、ヴォイチェフ・プショニャック）
全米映画批評家協会賞（1983年）
最優秀男優賞（ジェラール・ドパルデュー）